# Tulipa florenskyi
Tulipa florenskyi là một loài thực vật có hoa trong họ Liliaceae. Loài này được Woronow miêu tả khoa học đầu tiên năm 1924.